# Луганский областной совет
Луганский областной совет — орган местного самоуправления Луганской области.
Представляет интересы сёл, посёлков, а также городов Луганской области.
Действует на основе законов Украины: Конституции Украины, «О местном самоуправлении на Украине» и «О статусе депутатов местных советов».
Состоит из 124 депутатов, избираемых на 5 лет.
По состоянию на 2013 год состав Луганского областного совет входили 4 партии: Партия регионов (106 депутатов), Коммунистическая партия Украины (13), Сильная Украина (4) , Украинская социал-демократическая партия (1).
Основная деятельность заключается в коллективном обсуждении и решении важных для области вопросов.
Работа совета ведётся сессионно. Сессии состоят из пленарных заседаний и заседаний её постоянных комиссий.
Доклады длятся в пределах 30 минут.
14 мая 2014 года под давлением вооруженных лиц объявил о самороспуске.
16 июня 2014 года фракция Коммунистической партии Украины (13 депутатов) в полном составе перешла во вновь созданный парламент ЛНР.

## Комиссии
На 2013 год в Луганском областном совете действуют семь комиссий:
- Комиссия по вопросам образованию, науке, молодежи и спорту[2].
- Комиссия по вопросам экономическому развитию, бюджету и финансам[2].
- Комиссия по вопросам промышленной политики, предпринимательства, экологии и ЖКХ[2].
- Комиссия по вопросам здравоохранения и социальной защиты населения[2].
- Комиссия по вопросам агропромышленного комплекса, земельных отношений и социального развития села[2].
- Комиссия по вопросам коммунальной собственности и использования природных ресурсов[2].
- Комиссия по вопросам регламента, депутатской деятельности, обеспечения прав граждан, свободы слова и информации[2].

## Председатели Луганского областного совета
- Шевченко Михаил Евгеньевич — (1940—1942)[3].
- Орешко Иван Сергеевич — (1943—1947)[3].
- Стеценко Степан Емельянович — (1948—1950)[3].
- Решетняк Филипп Нестерович — (1950—1960)[3].
- Гуреев Николай Михайлович — (1960—1963)[3].
- Иваненко Иван Степанович — (1963—1964)[3].
- Гуреев Николай Михайлович — (1964—1971)[3].
- Давиденко Николай Степанович — (1971—1974)[3].
- Лисицын Виктор Афанасьевич — (1974—1981)[3].
- Мерзленко Альберт Васильевич — (1981—1986)[3].
- Зверев Рид Петрович — (1986—1987)[3].
- Касьянов Анатолий Васильевич — (1987—1990)[3].
- Хананов Эдуард Ахатович — (1990—1991)[3].
- Касьянов Анатолий Васильевич — (1991—1992)[3].